# Río Carrión
El Carrión es un río de España, que discurre íntegramente por la provincia de Palencia (Castilla y León). Es afluente del río Pisuerga, que a su vez fluye por la margen derecha del río Duero. Nace en Fuentes Carrionas, perteneciente a la red de Espacios Naturales dentro del parque natural Montaña Palentina y pasa por Velilla del Río Carrión, Guardo, Saldaña, La Serna, Carrión de los Condes, Villoldo, Monzón de Campos, la ciudad de Palencia, y Villamuriel de Cerrato. Se une con el río Pisuerga en el término municipal de Dueñas. En su cuenca se han construido el embalse de Camporredondo y el embalse de Compuerto. Su principal curiosidad es que, a pesar de sus 179 km de longitud, todo su recorrido forma parte de la provincia de Palencia.

## Geografía

### Nacimiento
El Carrión nace a 2220 m sobre el nivel del mar en la laguna de Fuentes Carrionas, en el término municipal de Cervera de Pisuerga dentro de un circo glaciar rodeado de cumbres de más de 2400 m de altitud.
Esta es una zona privilegiada, incluida dentro del parque natural Montaña Palentina, al cual da nombre, dentro de un entorno de alta montaña que también es conocido como Santuario del Carrión, y considerada por los amantes del senderismo una ruta de gran belleza. Es aconsejable su visita en verano, ya que el resto del año las bajas temperaturas y las habituales nevadas la hacen muy complicada.

### Recorrido

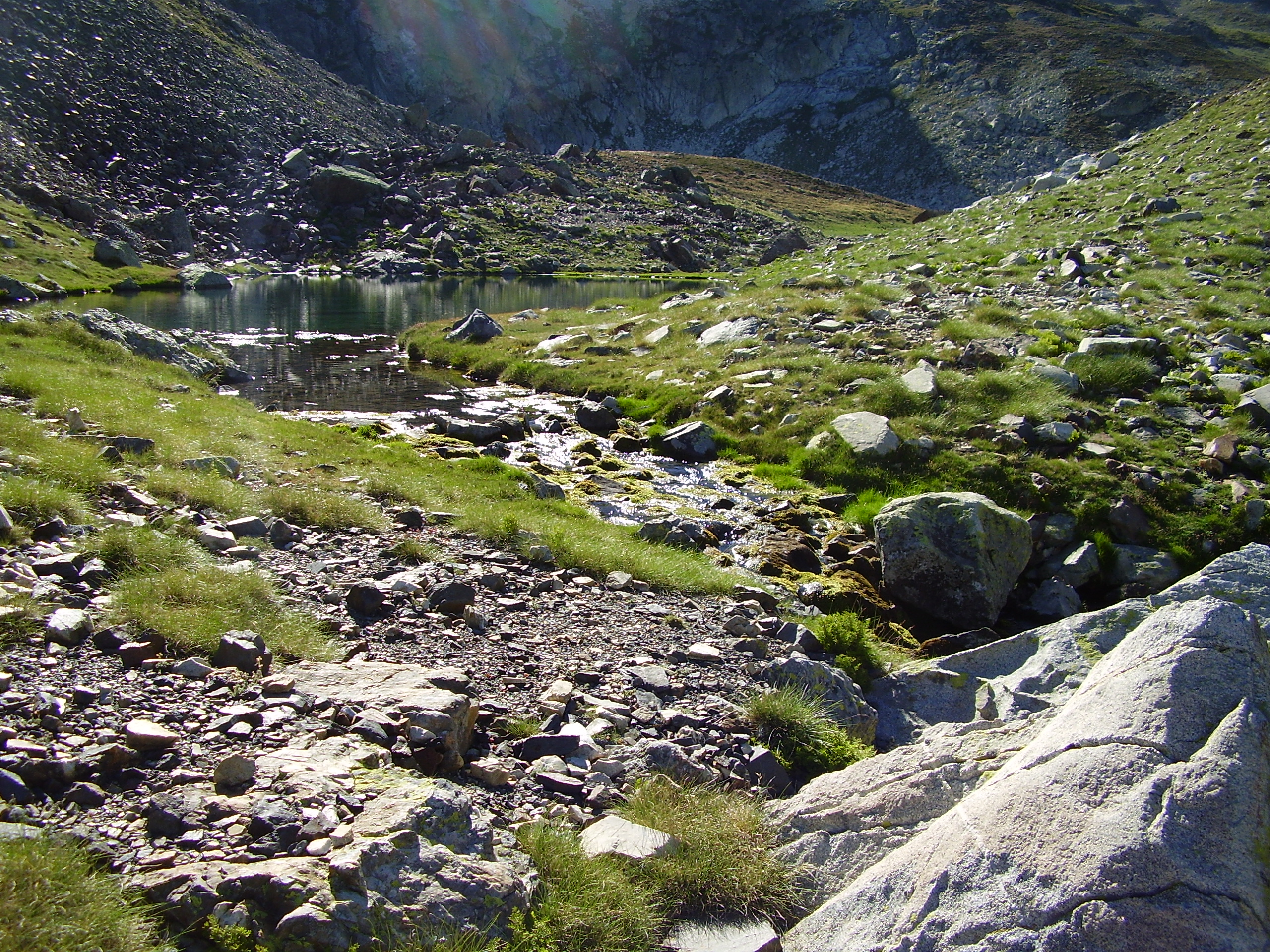
Lugar exacto del nacimiento del río Carrión descendiendo desde la laguna de Fuentes Carrionas.

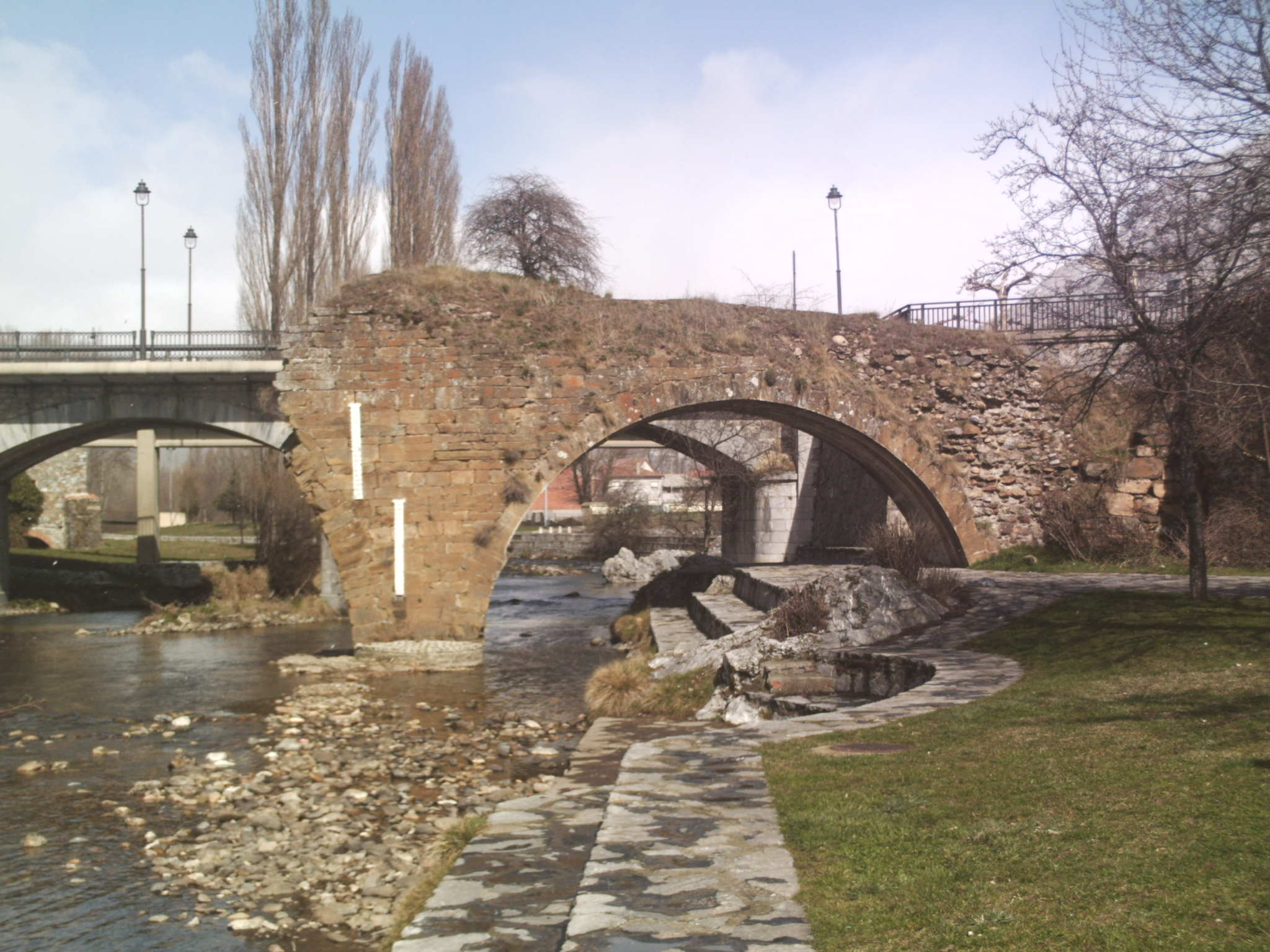
El Carrión, a su paso por Velilla, con el puente romano de Velilla en primer término, y detrás el puente moderno.

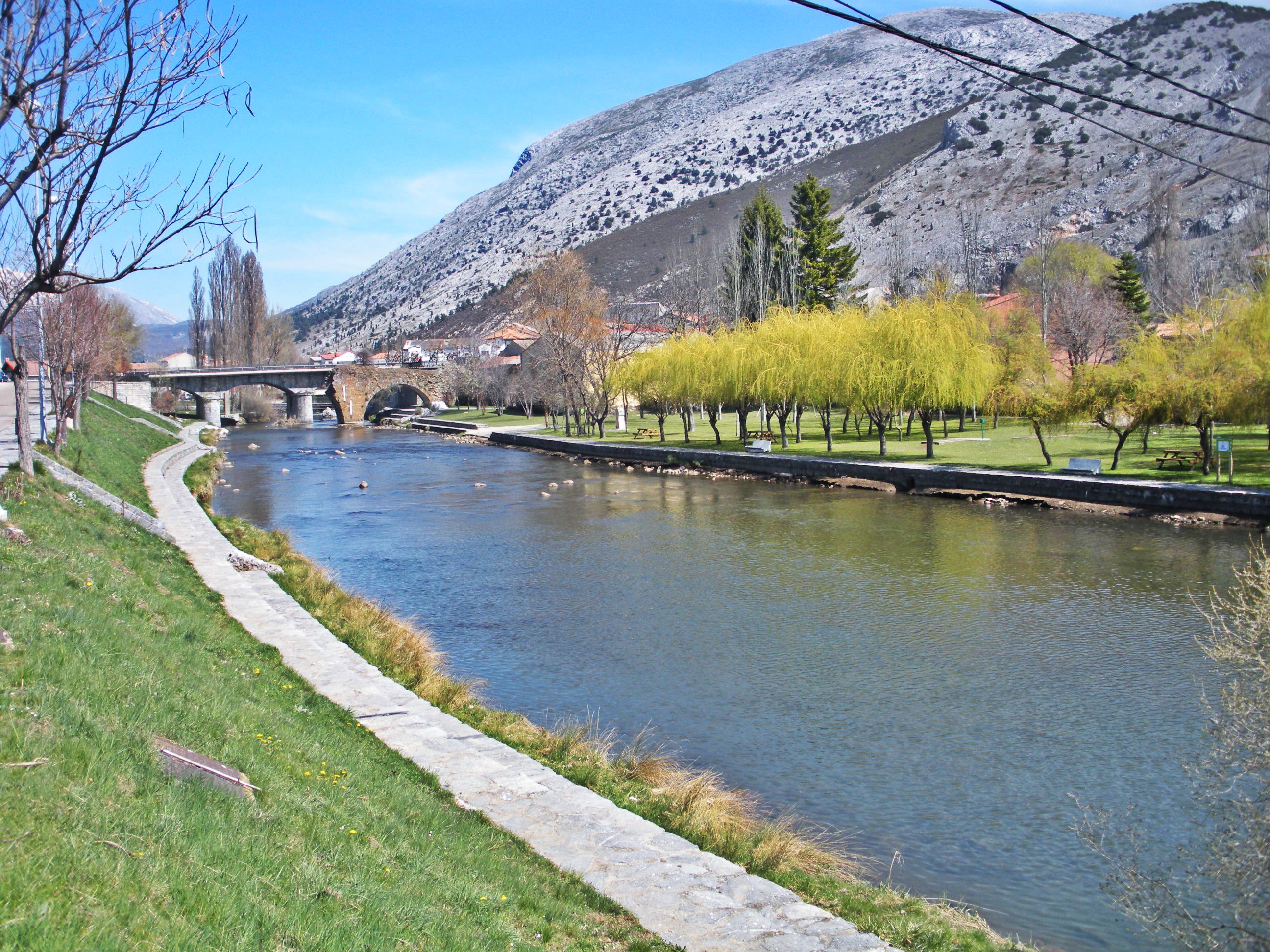
Río Carrión a su paso por Velilla

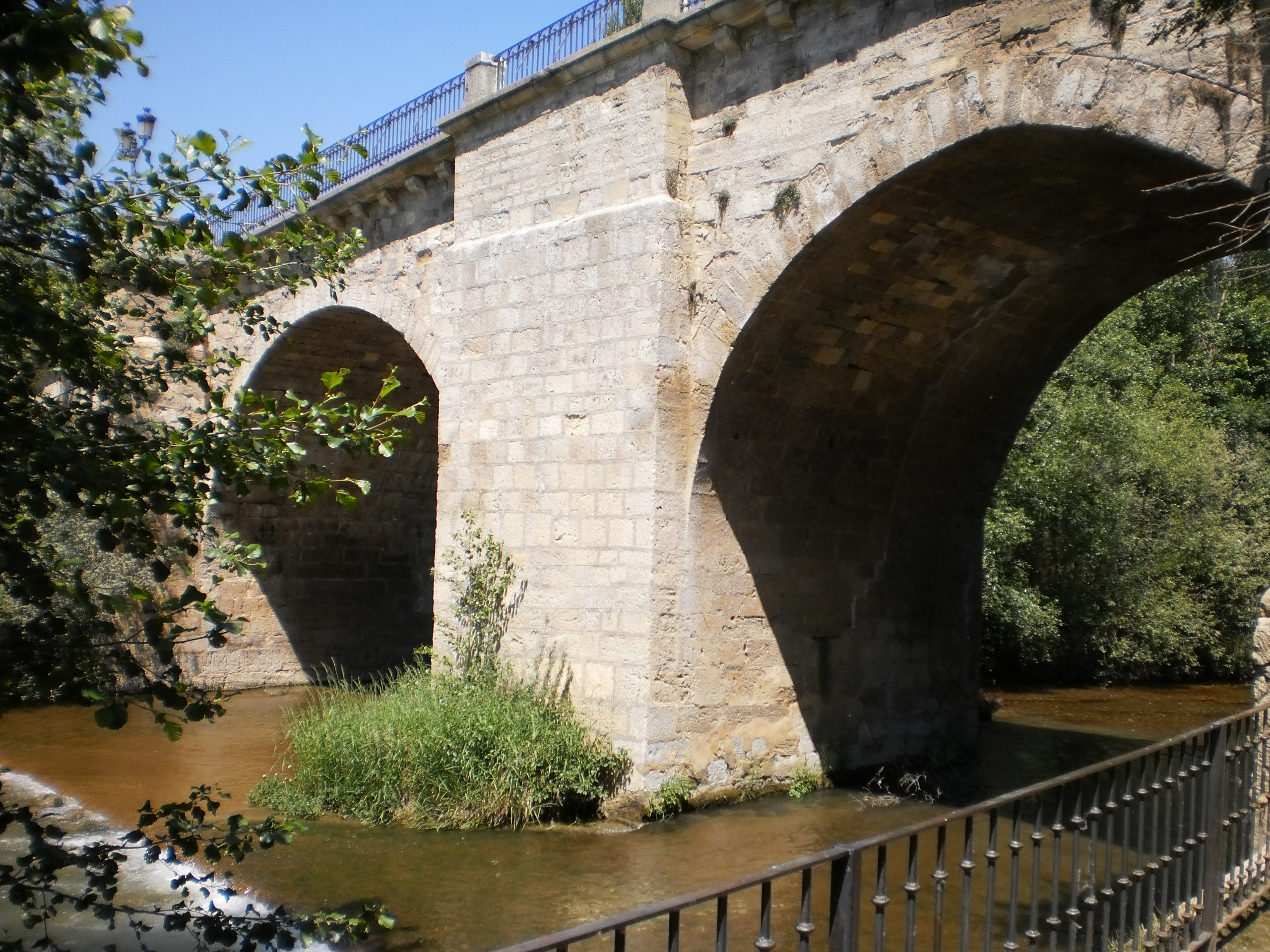
A su paso bajo el puente de Carrión de los Condes.

Dentro del parque natural Montaña Palentina sufre el Carrión sus variaciones más destacadas: pasa de ser un simple arroyo que desciende desde su nacimiento en la laguna de Fuentes Carrionas, a 2220 m sobre el nivel del mar, para recibir a su paso las aguas de los numerosos arroyos y ríos que nacen en estas altas montañas, como los ríos Cardaño y Arauz, y los arroyos de Aviaos o Mazobres, además de ser retenido en dos embalses construidos en su cauce: el embalse de Camporredondo (1930) y, contiguo a este, el embalse de Compuerto (1960).
Ya dentro de Velilla del Río Carrión, el Carrión recibe las aguas del río Besandino, que nace en la provincia de León. Dos son los puentes que en Velilla hay sobre el Carrión, uno medieval (aunque es llamado Puente Romano) semiderruido, y otro de más reciente construcción sobre el que pasa la carretera CL-615 Palencia-Riaño.
Antes de su llegada a Guardo hay otro pequeño embalse, conocido como Presa de Villalba del que tomaba el agua de refrigeración la central térmica de Velilla.
Tras pasar por Guardo y dejar atrás la sierra del Brezo el río entra de lleno en la meseta (aún a una altitud de más de 1000 m sobre el nivel del mar) atravesando entre otras localidades Villalba de Guardo, Pino del Río y Saldaña. A partir de esta localidad (ya a menos de 900 m) y con una anchura considerable el río queda flanqueado por una extensa vega de cultivos de regadío. En la localidad jacobea a la que el río da nombre, Carrión de los Condes, el río es atravesado por el Camino de Santiago, muy cerca del importante monasterio de San Zoilo. 
Antes de llegar a la capital, el río cruza otras localidades como Villoldo o Manquillos. Poco después, cerca de Ribas de Campos, el río se cruza con el Canal de Castilla mezclando ambos sus aguas para continuar fluyendo con meandros cada vez más pronunciados hasta Monzón de Campos y por fin a la capital de la provincia de Palencia, localidad más grande que es atravesada por este río. Al entrar en la ciudad se abre en varios brazos formando dos islas de gran tamaño y tres más pequeñas. El Carrión fue desde tiempos muy remotos el centro de la vida capitalina, el Puentecillas (el puente más antiguo de la ciudad, de origen romano) ya permitía el paso desde la fachada principal de la catedral al Sotillo de los Canónigos (situado en la segunda isla más grande). 
Durante la revolución industrial el río fue desviado creando un cuérnago en el entonces centro de la villa (donde está el Puente Mayor del siglo XVI) hacia las afueras para abastecer a las fábricas de agua. Esa isla que se formó recibió (por estar rodeada de agua) el nombre de "Isla Dos Aguas" que actualmente alberga un parque, algunas viviendas, un hotel y el campo de golf municipal. 
Es de destacar que la totalidad de las orillas del Carrión a su paso por Palencia se encuentran ajardinadas, algunas bastante asilvestradas, lo que permite a los ciudadanos de disfrutar de varios kilómetros lineales de parques y bosques de ribera a ambos lados del curso fluvial. Al abandonar el casco urbano, el río discurre durante un kilómetro y medio pegado al último parque de la ciudad, el Parque Ribera Sur. Tras salir del municipio capitalino atraviesa las localidades de Villamuriel de Cerrato (ya en la comarca del Cerrato) y Calabazanos. Poco antes de llegar a la villa de Dueñas, finaliza su recorrido desembocando en el río Pisuerga. Un hecho singular acaeció en aquellos lares, la batalla de Golpejera tuvo lugar a orillas del río Carrión, siendo un lugar idóneo para disputar una batalla debido a la amplitud de sus vegas.
El río aparece descrito en el quinto volumen del Diccionario geográfico-estadístico-histórico de España y sus posesiones de Ultramar de Pascual Madoz de la siguiente manera:

CARRION: r. en la prov. de Palencia, part. jud. de Cervera de Rio Pisuerga: nace á 2 leg. de esta v. en las faldas meridionales de las sierras, que la separan de la prov. de Santander en el sitio llamado Fuentes Carrionas. Al principio lleva la direccion de N á S. con el nombre de r. Carrion ó de Alba, hasta los cerros al N. de Rabanal de las Llantas donde toma la del O. hasta el térm. de Alba de los Cardeños, jurisd. de Campo-Redondo, desde donde vuelve á tomar la primitiva, que sigue próximamente hasta su confluencia con el Pisuerga, cerca de la v. de Dueñas. Después de Alba de los Cardaños atraviesa el térm. de Campo Redondo, y entra en la prov. de León pasando por el de Otero, Velilla, Guardo, Mantinos y Villalba; vuelve á la prov. de Palencia por Fresno del Rio, Pino del Rio, Celadilla, Valcavadillo y Saldaña, cuya jurisd. atraviesa de N. á S., continuando la misma por Carrion de los Condes, Villoldo, Manquillos, Perales, Ribas y Sta. Cruz, en cuya inmediación se une el r. Cieza; al S. de Amusco. Baña en seguida los campos de Monzon de Husillos, pasa al O. de Palencia; al S. de Villamuriel y al O. de Calabazanos. La isla que forma este r. en las inmediaciones de Palencia desde cerca del puente llamado de Anguarin hasta la c., se llamó en otro tiempo la Floresta de D. Diego Osorio, sitio celebrado por un torneo y fiestas que se hicieron al emperador Cárlos V. Todo el curso de este r. por el terr. de Palencia no escede de 1/4 de leg.; pero es tan fértil, que ademas; de dar abundantemente los granos de siembra, abastecen sus huertas de frutas y hortalizas, no solo á la c., sino tambien á muchos pueblos del contorno.
(Madoz, 1846, p. 627)